# 韋塞萊 (鮑里斯皮爾區)
50°5′3″N 31°19′46″E / 50.08417°N 31.32944°E
韋塞萊（烏克蘭語：Веселе）是位於烏克蘭北部的村莊，由基辅州鲍里斯皮尔区的迪維奇基市鎮負責管轄。該村面積0.71平方公里，海拔高度95米，2001年人口281，人口密度每平方公里395.8人。